# محمدعلی آموزگار
محمدعلی آموزگار سیاست‌مدار ایرانی بود، که در دوره بیست و چهارم مجلس شورای ملی بعنوان نماینده بندرلنگه از استان هرمزگان در مجلس شورای ملی حضور داشت.